# Фифберген
Фифберген (нем. Fiefbergen) — община в Германии, в земле Шлезвиг-Гольштейн. 
Входит в состав района Плён. Подчиняется управлению Пробстай.  Население составляет 574 человека (на 31 декабря 2010 года). Занимает площадь 5,8 км².